# Augaptilus megalurus
Augaptilus megalurus är en kräftdjursart som beskrevs av Giesbrecht 1889. Augaptilus megalurus ingår i släktet Augaptilus och familjen Augaptilidae. Inga underarter finns listade i Catalogue of Life.